# Scott Stadium
 (mars 2025).
Si vous disposez d'ouvrages ou d'articles de référence ou si vous connaissez des sites web de qualité traitant du thème abordé ici, merci de compléter l'article en donnant les références utiles à sa vérifiabilité et en les liant à la section « Notes et références ».
Le Scott Stadium est un stade de football américain de 61 500 places situé sur le campus de l'Université de Virginie à Charlottesville (États-Unis).

## Histoire
L'équipe de football américain universitaire des Virginia Cavaliers évolue dans cette enceinte inaugurée en 1931. Ce stade est la propriété de l'Université de Virginie. À noter que le nom officiel du stade est « The Carl Smith Center, Home of David A. Harrison III Field at Scott Stadium », mais il est le plus souvent appelé Scott Stadium ou Carl Smith Center.
Lors de son inauguration en 1931, le stade comprenait 25 000 places. Le nom de Scott fait référence à Frederic Scott qui fut recteur de l'université de Virginie et un généreux donateur pour son université. Le stade fut rénové et agrandi en 1981 (41 000 places), puis 20 000 places supplémentaires furent ajoutées en 2000 en mettant en place un deuxième étage aux tribunes. Ces tribunes qui ceinturent les trois quarts du terrain sont complétées par une butte gazonnée.